# Echinorhynchus indicus
Echinorhynchus indicus is een soort haakworm uit het geslacht Echinorhynchus. De worm behoort tot de familie Echinorhynchidae. Echinorhynchus indicus werd in 1982 beschreven door K. J. Chandra, K. Hanumantha-Rao & K. Shyamasundari.